# Rolf Seidel

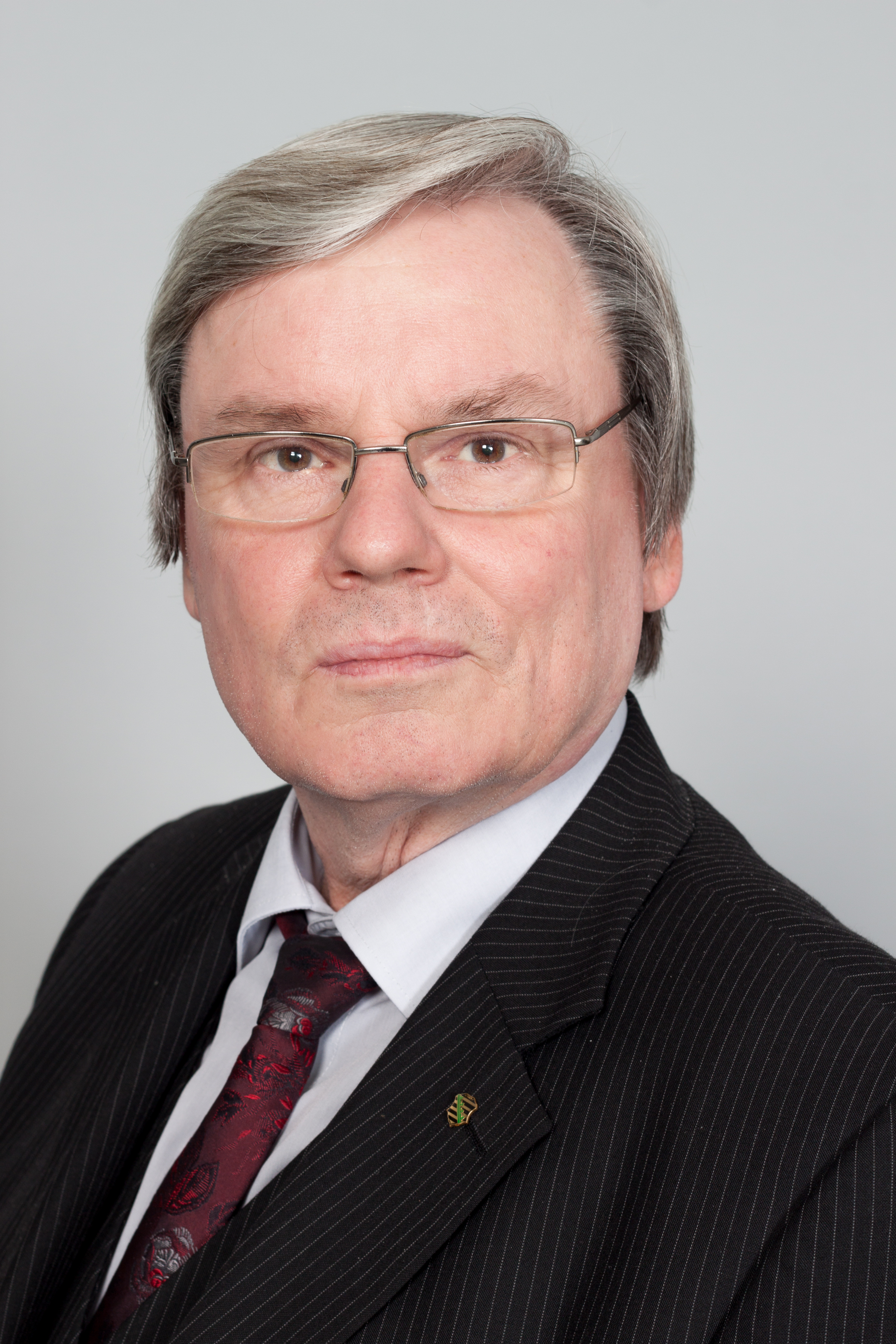
Rolf Seidel (2013)

Rolf Dieter Seidel (* 9. Januar 1953 in Falkenau) ist ein sächsischer Politiker (CDU). Er war von 1994 bis 2014 Abgeordneter des Sächsischen Landtags.

## Ausbildung und Beruf
Rolf Seidel wuchs in Flöha auf und legte auch dort sein Abitur ab. Er absolvierte nach dem Abitur 1971 bis 1975 ein Studium zum Berufsschullehrer (Dipl.-Ing.-Päd.) an der TU Dresden. Bis 1994 arbeitete er als Fachlehrer für Elektriker an der Berufsschule des RAW „Einheit“ in Leipzig-Engelsdorf, später BSZ Markkleeberg.
Rolf Seidel ist evangelisch-lutherisch. Seit 2003 ist er in zweiter Ehe mit der sächsischen Politikerin Siegrun Einsle verheiratet und hat aus erster Ehe zwei Kinder.

## Politik
Rolf Seidel war bis Februar 1990 parteilos. Nach der Wende wurde er Mitglied der CDU. 1990 bis 1994 war er Gemeindevertreter und stellvertretender Bürgermeister in Baalsdorf und Kreisrat und Vorsitzender der CDU-Fraktion im Kreistag Leipzig.
Von Oktober 1994 bis zum 25. November 2005 war er für den Wahlkreis Leipzig 7 direkt gewähltes Mitglied des Sächsischen Landtags. Aufgrund eines Urteils des Sächsischen Verfassungsgerichts verlor er sein Mandat wieder. Die Wahlwiederholung war notwendig geworden, da die Wahlkreiskandidatenanmeldung der PDS nicht korrekt erfolgt war. Der Rechtsstreit wurde über die Fachwelt hinaus beachtet, da sie aus der Neuwahl ein wahlrechtliches Kuriosum ergab. Durch das Ausscheiden von Seidel wäre ohne Neuwahl ein Überhangmandat für die CDU und auch die beiden Ausgleichsmandate (für PDS und SPD) wegfallen. Damit wäre es aus Sicht der CDU taktisch klug gewesen, auf eine Kandidatur bei der Nachwahl zu verzichten, um der Opposition zwei Sitze abzunehmen und sogar eine schwarz-gelbe Mehrheit (61 von dann 121 statt 62 von 124 Sitzen) möglich zu machen. Die CDU entschied sich aber für eine Kandidatur im Wahlkreis. Die Nachwahl wurde von Seidel erwartungsgemäß mit leichtem prozentualem Gewinn (aber Stimmenverlusten) gewonnen.
Nach der Neuwahl am 22. Januar 2006 war er wieder Mitglied des Landtags. Im Landtag war er 2001 bis 2004 Vorsitzender des Innenausschusses und stellvertretender Vorsitzender der Arbeitskreise Innenpolitik und Schule und Sport. 2009 errang Seidel erneut das Direktmandat und wurde erneut Vorsitzender des Innenausschusses.
Bei der Wahl 2014 trat Seidel nicht erneut an und schied somit aus dem Landtag aus.

## Sonstige Ämter
Rolf Seidel war stellvertretender Vorsitzender des Landesbeirats für Erwachsenenbildung des Sächsischen Staatsministeriums für Kultus. Er ist Präsident des Anglerverbandes Leipzig und Vizepräsident der Landesverbandes der sächsischen Angler.